# エーフォーワークス
株式会社エーフォーワークス（英: A4 WORKS Inc.）は、東京都板橋区に本社を置く日本のIT企業。主にシステム開発、ゲームコンテンツ制作、IoTソリューションの提供を業務領域とする。

## 概要
2014年に設立。ITソリューション事業およびシステムインテグレーションに加え、スマートフォンやブラウザ向けのゲーム開発を手がけている。代表的なゲームタイトルには『AFTER FIRE Re』『ゼロヨンシフト3rd』『AFTER FIRE Re Online』『AI Summoners Saga』がある。『AI Summoners Saga』では、リアルタイムでキャラクターを生成する機能を導入するなど、生成AIとゲームを組み合わせた新たな形を模索している。
また、IoT分野では、植物育成支援デバイス『植物を見守るハコ hacot』を開発に携わりし、関連するシステム構築などにも取り組んでいる。

## 沿革
2014年
- 7月 - 株式会社エーフォーワークスを設立

2015年
- 5月 - 株式会社パーソンリンクと業務提携契約
- 3月 - LINEスタンプ『とまとのあかりちゃん』の販売を開始
- 3月 - LINEスタンプ『はにわん』の販売を開始
- 3月 - LINEスタンプ『なにわの石井さん』の販売を開始
- 3月 - LINEスタンプ『チェルシー＆ちびチェルシー』の販売を開始
- 5月 - LINEスタンプ『打・蹴・投・極』(だしゅうとうごく)の販売を開始
- 6月 - 東京都渋谷区神泉に渋谷ブランチを設置
- 11月 - スマートフォンアプリゲーム『AFTER FIRE Re』をリリース

2016年
- 10月 - スマートフォンアプリゲーム『ゼロヨンシフト3rd』をリリース

2017年
- 7月 - LINEスタンプ『いま、ここです〜』の販売を開始
- 12月 - スマートフォンアプリゲーム『AFTER FIRE Re Online』をリリース

2018年
- 1月 - LINEスタンプ『いま、ここです〜 その2』の販売を開始
- 5月 - 『植物を見守るハコ hacot』を開発
- 7月 - 東京都渋谷区円山町に渋谷ブランチを移転

2020年
- 6月 - 知育支援サービス『こどもペイ』を正式リリース

2021年
- 7月 - サービス『リモメシ』をベータ版をリリース
- 12月 - 本社移転

2024年
- 9月 - 株式会社カエルエックスと業務提携
- 10月 - スマートフォンアプリおよびブラウザゲーム『AI SUMMONERS SAGA』をリリース

## 主な事業内容
- ITソリューション・システムインテグレーション
- スマートフォン向けゲームの企画・開発・運営
- IoTデバイスおよびシステムの企画・開発

## 主なゲームタイトル
- AI SUMMONERS SAGA
- AFTER FIRE Re Online
- ゼロヨンシフト3rd
- AFTER FIRE Re